# Ставище (Коростенський район)
Стави́ще — село в Україні, в Коростенському районі Житомирської області. Населення становить 206 осіб.

## Історія
У 1906 році колонія Ушомирської волості Житомирського повіту Волинської губернії. Відстань від повітового міста 65 верст, від волості 10. Дворів 40, мешканців 228.

## Населення

### Мова
Розподіл населення за рідною мовою за даними перепису 2001 року:
| Мова       | Кількість | Відсоток |
| ---------- | --------- | -------- |
| українська | 206       | 100%     |

## Галерея

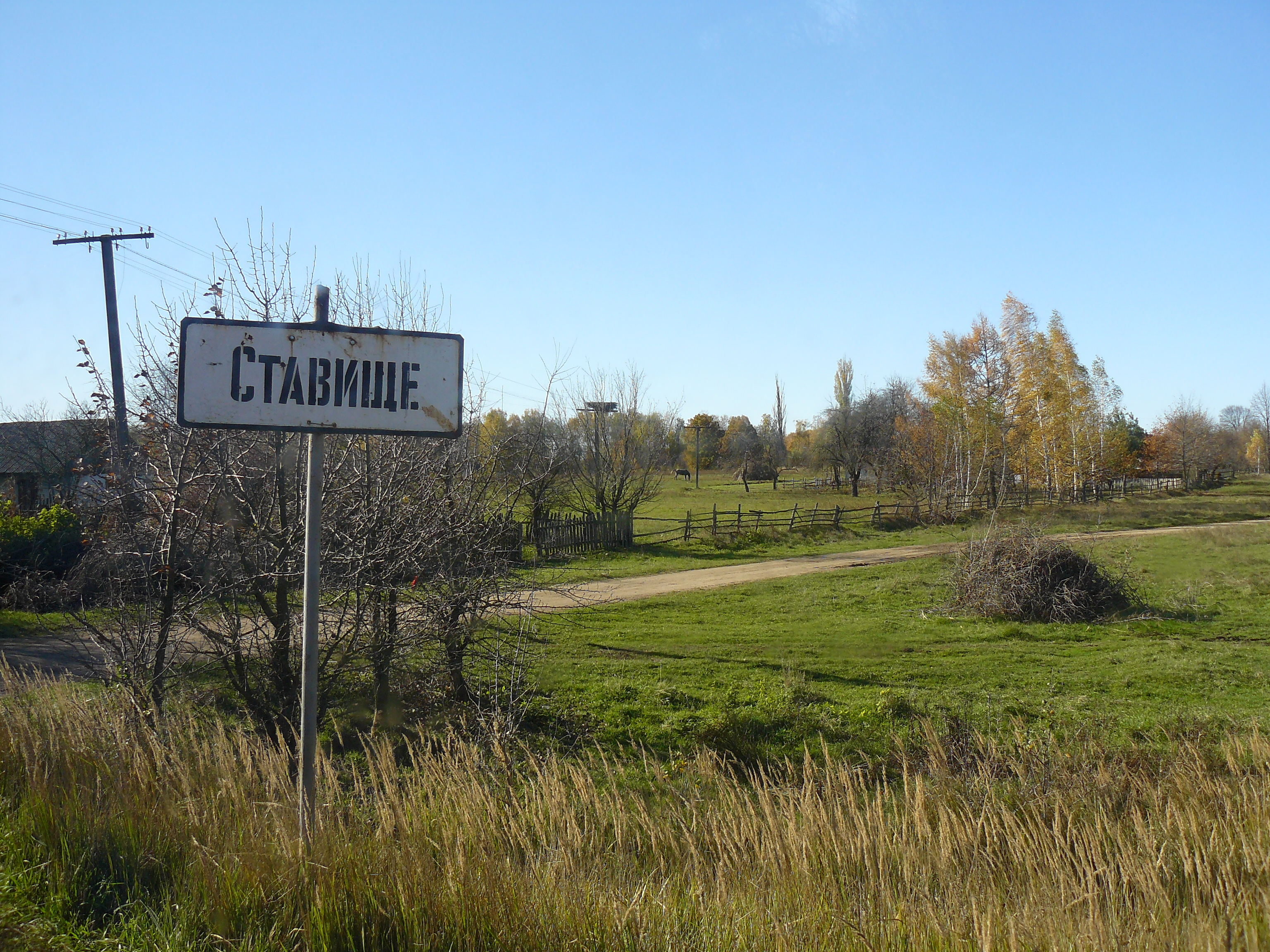
При в'їзді до села
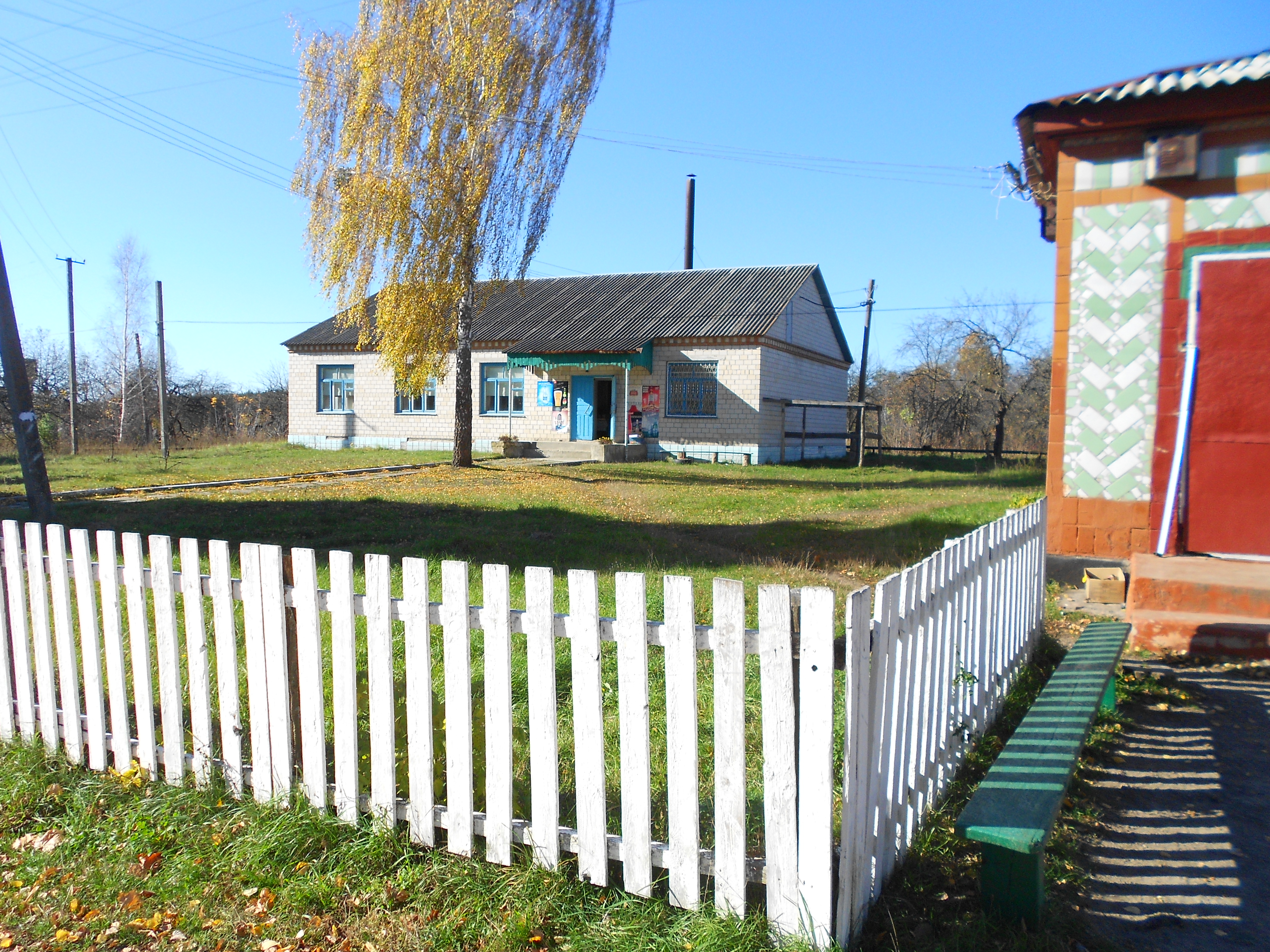
Магазин
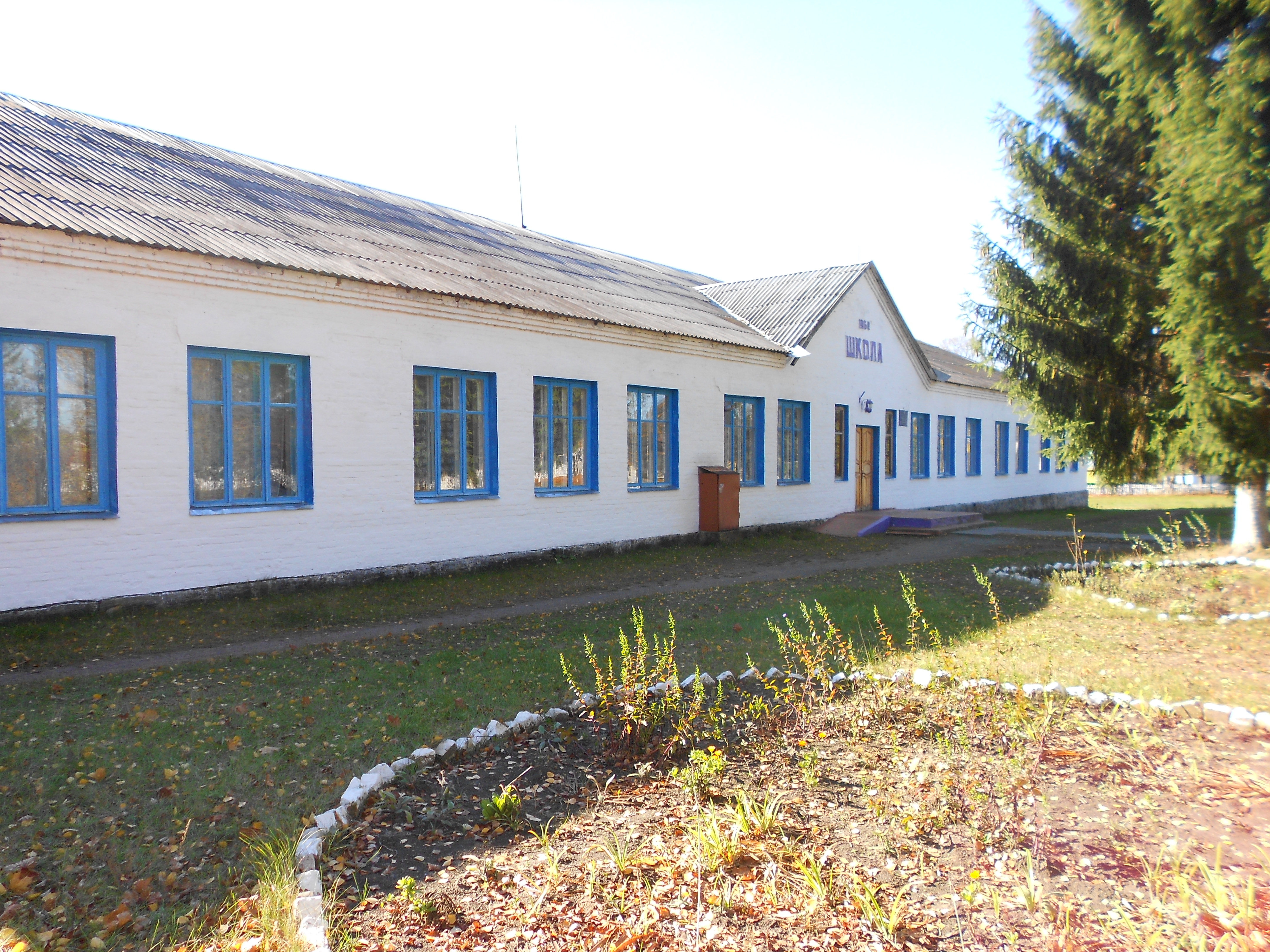
Школа
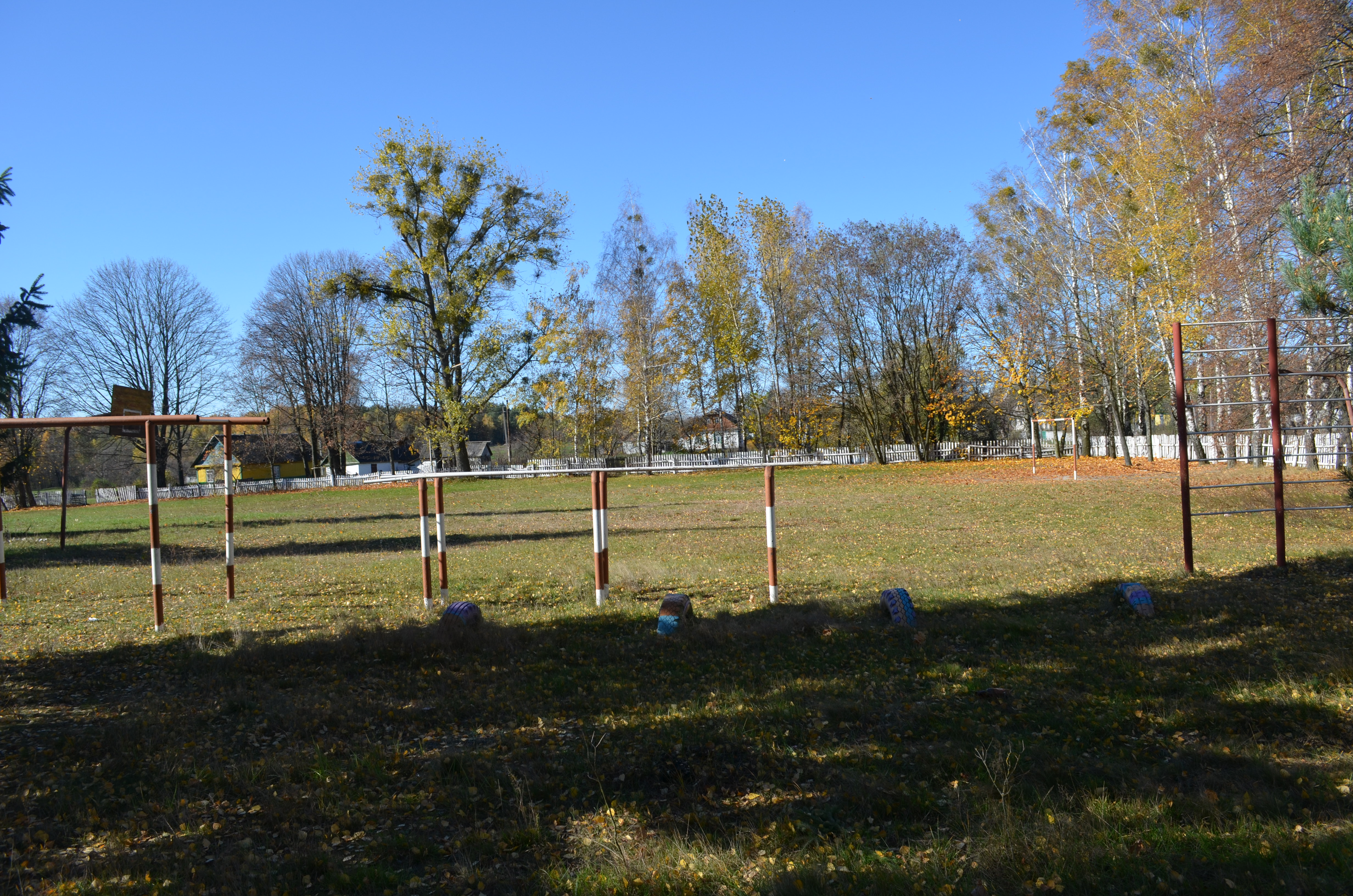
Спортивний майданчик
Братська могила радянських воїнів та пам'ятник воїнам-односельчанам
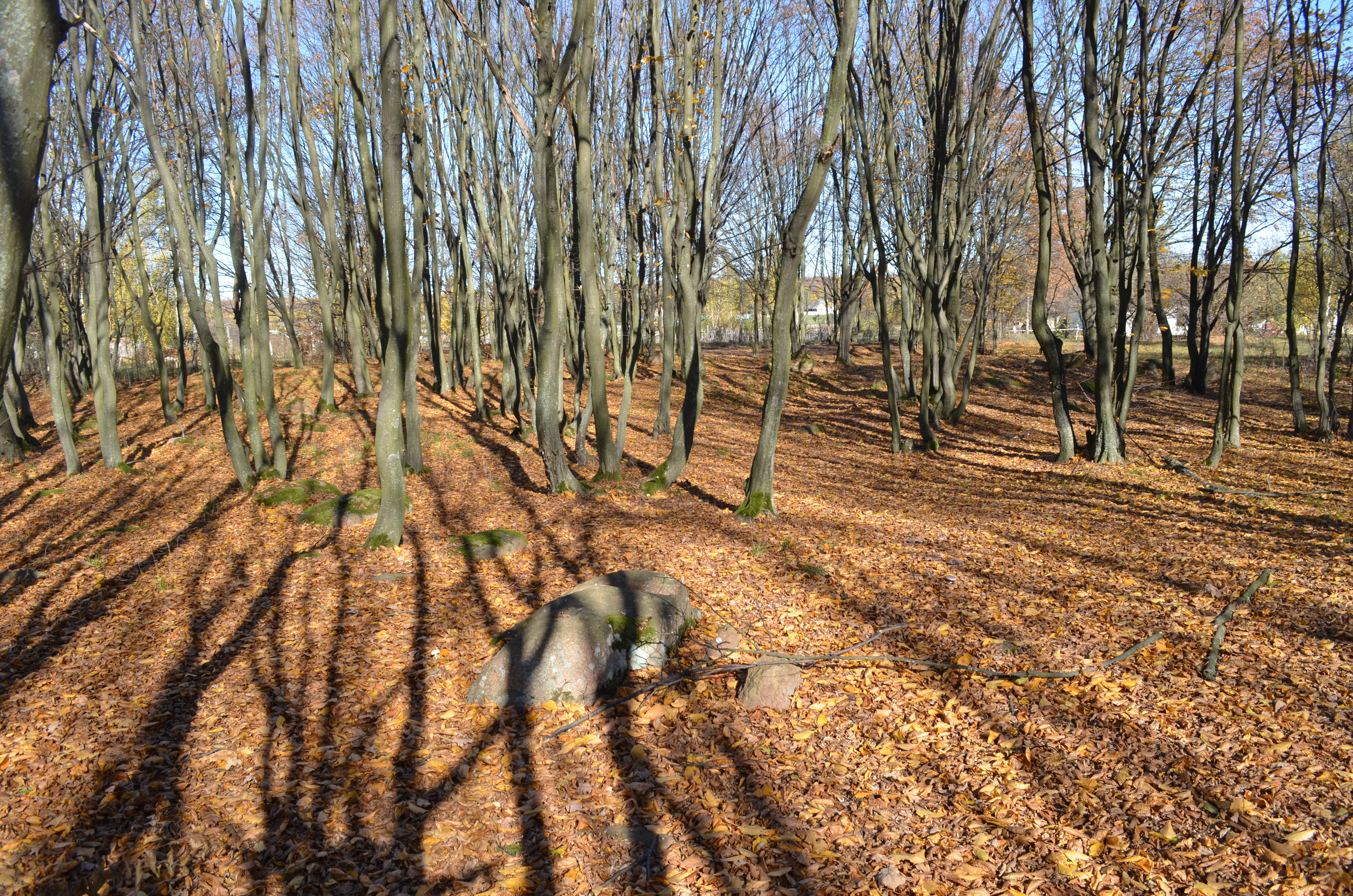
У парку
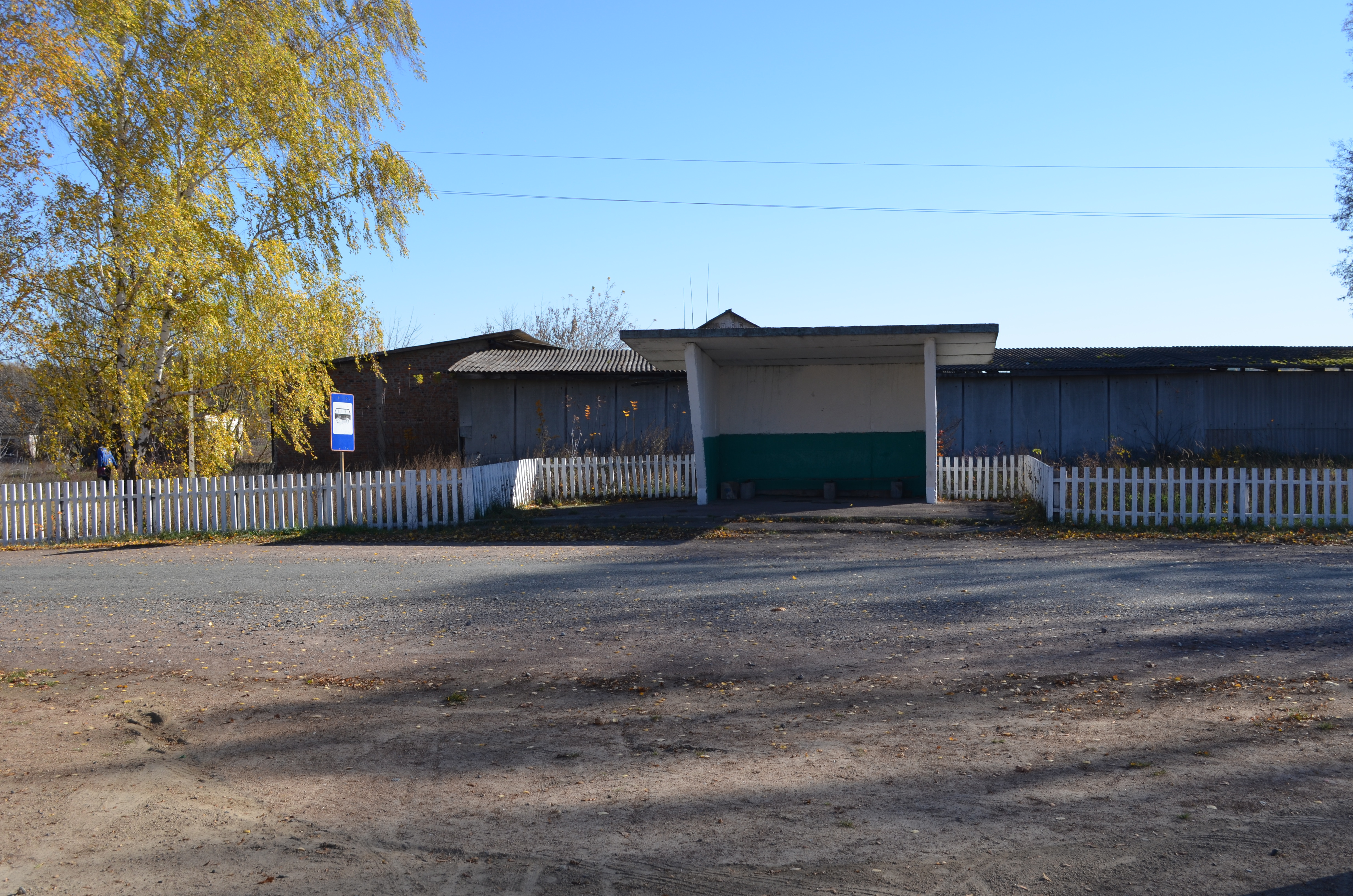
Автобусна зупинка
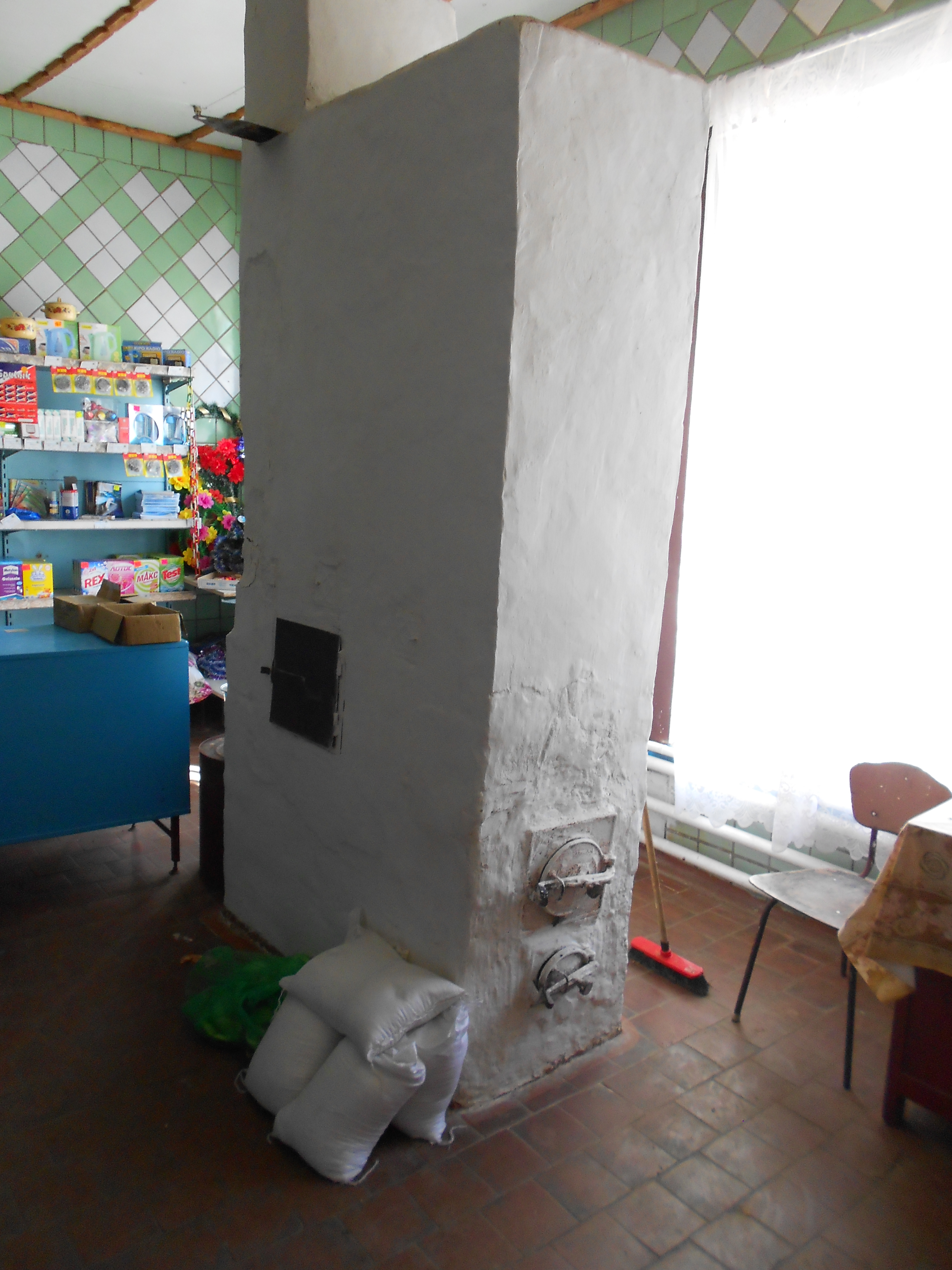
Піч у магазині
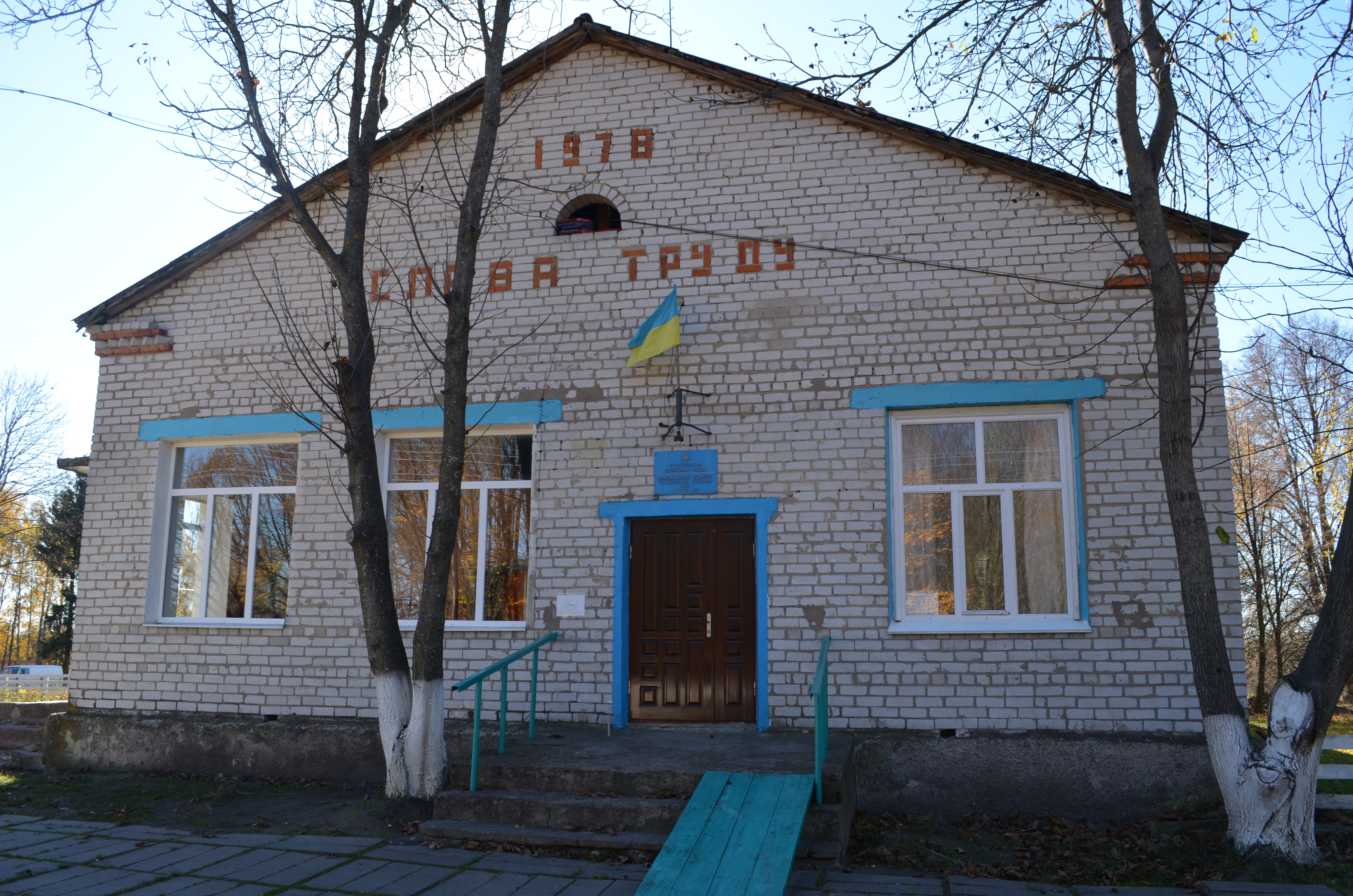
Сільська рада